# Krems an der Donau
Krems an der Donau vagy röviden csak Krems, kisváros Ausztriában, Alsó-Ausztria tartományban. egyike Alsó-Ausztria négy önálló tartományi városának. Járási központ, a Krems-Land járás közigazgatási székhelye. Kereskedelmi, kulturális, egyetemi város.
Bécstől 60–70 km-re nyugatra, a Duna mellett fekszik.